# نيدلز (كاليفورنيا)
نيدليس (بالإنجليزية: Needles)‏ هي إحدى مدن مقاطعة سان بيرناردينو، كاليفورنيا. تم إعطاءها لقب مدينة في 30 أكتوبر، 1913.

## التركيبة السكانية
حدّد مكتب تعداد الولايات المتحدة بيانات التركيبة السكانية لنيدلز في تعداد الولايات المتحدة. في ما يلي، التركيبة السكانية حسب تعدادي 2000 و2010.

### تعداد عام 2000
بلغ عدد سكان نيدلز 4,830 نسمة بحسب تعداد عام 2000، وبلغ عدد الأسر 1,940 أسرة وعدد العائلات 1,269 عائلة مقيمة في المدينة. في حين سجلت الكثافة السكانية 60 نسمة لكل كيلومتر مربع (155.4/ميل2). وبلغ عدد الوحدات السكنية 2,551 وحدة بمتوسط كثافة قدره 31.7 لكل كيلومتر مربع (82.1/ميل2).
وتوزع التركيب العرقي للمدينة بنسبة 77.87% من البيض و1.61% من الأمريكيين الأفارقة و7% من الأمريكيين الأصليين و1.43% من الأمريكيين ذوي الأصول الآسيوية و0.12% من سكان جزر المحيط الهادئ و6.38% من الأعراق الأخرى و5.59% من عرقين مختلطين أو أكثر و18.36% من الهسبانيون أو اللاتينيون من أي عرق.
بلغ عدد الأسر 1,940 أسرة كانت نسبة 35.3% منها لديها أطفال تحت سن الثامنة عشر تعيش معهم، وبلغت نسبة الأزواج القاطنين مع بعضهم البعض 42.5% من أصل المجموع الكلي للأسر، ونسبة 16.8% من الأسر كان لديها معيلات من الإناث دون وجود شريك،  بينما كانت نسبة 6.1% من الأسر لديها معيلون من الذكور دون وجود شريكة وكانت نسبة 34.6% من غير العائلات. تألفت نسبة 29% من أصل جميع الأسر من عدة أفراد يعيشون في نفس المنزل ونسبة 13.1% كانت تتألف من شخص يعيش بمفرده يبلغ من العمر 65 عاماً أو أكثر. وبلغ متوسط حجم الأسرة المعيشية 2.48، أما متوسط حجم العائلات فبلغ 3.03.
بلغ العمر الوسطي للسكان 39.0 عاماً. وكانت نسبة 27.6% من القاطنين تحت سن الثامنة عشر، وكانت نسبة 7.5% بين الثامنة عشر والرابعة والعشرين عاماً، ونسبة 23.6% كانت واقعةً في الفئة العمرية ما بين الخامسة والعشرين والرابعة والأربعين عاماً، ونسبة 25.5% كانت ما بين الخامسة والأربعين والرابعة والستين، ونسبة 15.6% كانت ضمن فئة الخامسة والستين عاماً فما فوق. يوجد لكل 100 أنثى 96.5 ذكر، ويوجد لكل 100 أنثى في الثامنة عشر من عمرها فما فوق 91.9 ذكر.
بلغ متوسط دخل الأسرة في المدينة 26,108 دولارًا، أما متوسط دخل العائلة فبلغ 33,264 دولارًا. وكان متوسط دخل الذكور 39,688 دولارًا مقابل 19,483 دولارًا للإناث. وسجل دخل الفرد الخاص بالمدينة 15,156 دولارًا. وكانت نسبة 21.2% من العائلات ونسبة 26.1% من السكان تحت خط الفقر، وكان من هؤلاء نسبة 38.5% تحت سن الثامنة عشر ونسبة 11.3% في الخامسة والستين من العمر وما فوق.

### تعداد عام 2010
بلغ عدد سكان نيدلز 4,844 نسمة بحسب تعداد عام 2010، وبلغ عدد الأسر 1,918 أسرة وعدد العائلات 1,202 عائلة مقيمة في المدينة. في حين سجلت الكثافة السكانية 60.2 نسمة لكل كيلومتر مربع (155.9/ميل2). وبلغ عدد الوحدات السكنية 2,895 وحدة بمتوسط كثافة قدره 36 لكل كيلومتر مربع (93.2/ميل2).
وتوزع التركيب العرقي للمدينة بنسبة 75.74% من البيض و1.96% من الأمريكيين الأفارقة و8.24% من الأمريكيين الأصليين و0.72% من الأمريكيين ذوي الأصول الآسيوية و0.19% من سكان جزر المحيط الهادئ و6.67% من الأعراق الأخرى و6.48% من عرقين مختلطين أو أكثر و22.36% من الهسبانيون أو اللاتينيون من أي عرق.
بلغ عدد الأسر 1,918 أسرة كانت نسبة 33.9% منها لديها أطفال تحت سن الثامنة عشر تعيش معهم، وبلغت نسبة الأزواج القاطنين مع بعضهم البعض 37.1% من أصل المجموع الكلي للأسر، ونسبة 17.3% من الأسر كان لديها معيلات من الإناث دون وجود شريك،  بينما كانت نسبة 8.3% من الأسر لديها معيلون من الذكور دون وجود شريكة وكانت نسبة 37.3% من غير العائلات. تألفت نسبة 30.7% من أصل جميع الأسر من عدة أفراد يعيشون في نفس المنزل ونسبة 12.4% كانت تتألف من شخص يعيش بمفرده يبلغ من العمر 65 عاماً أو أكثر. وبلغ متوسط حجم الأسرة المعيشية 2.52، أما متوسط حجم العائلات فبلغ 3.12.
بلغ العمر الوسطي للسكان 39.3 عاماً. وكانت نسبة 26.5% من القاطنين تحت سن الثامنة عشر، وكانت نسبة 8.3% بين الثامنة عشر والرابعة والعشرين عاماً، ونسبة 21.4% كانت واقعةً في الفئة العمرية ما بين الخامسة والعشرين والرابعة والأربعين عاماً، ونسبة 28% كانت ما بين الخامسة والأربعين والرابعة والستين، ونسبة 15.8% كانت ضمن فئة الخامسة والستين عاماً فما فوق. وتوزع التركيب الجنسي للسكان بنسبة 50.4% ذكور و49.6% إناث.

## المناخ
يظهر الجدول التالي التغييرات المناخية على مدار السنة لنيدلز:
| البيانات المناخية لـنيدلز                                 | البيانات المناخية لـنيدلز | البيانات المناخية لـنيدلز | البيانات المناخية لـنيدلز | البيانات المناخية لـنيدلز | البيانات المناخية لـنيدلز | البيانات المناخية لـنيدلز | البيانات المناخية لـنيدلز | البيانات المناخية لـنيدلز | البيانات المناخية لـنيدلز | البيانات المناخية لـنيدلز | البيانات المناخية لـنيدلز | البيانات المناخية لـنيدلز | البيانات المناخية لـنيدلز |
| الشهر                                                     | يناير                     | فبراير                    | مارس                      | أبريل                     | مايو                      | يونيو                     | يوليو                     | أغسطس                     | سبتمبر                    | أكتوبر                    | نوفمبر                    | ديسمبر                    | المعدل السنوي             |
| --------------------------------------------------------- | ------------------------- | ------------------------- | ------------------------- | ------------------------- | ------------------------- | ------------------------- | ------------------------- | ------------------------- | ------------------------- | ------------------------- | ------------------------- | ------------------------- | ------------------------- |
| الدرجة القصوى °ف (°م)                                     | 85 (29)                   | 92 (33)                   | 99 (37)                   | 107 (42)                  | 115 (46)                  | 125 (52)                  | 125 (52)                  | 121 (49)                  | 120 (49)                  | 109 (43)                  | 92 (33)                   | 83 (28)                   | 125 (52)                  |
| متوسط درجة الحرارة الكبرى °ف (°م)                         | 65.0 (18.3)               | 69.8 (21.0)               | 77.2 (25.1)               | 85.2 (29.6)               | 95.0 (35.0)               | 104.2 (40.1)              | 108.8 (42.7)              | 106.9 (41.6)              | 100.4 (38.0)              | 87.5 (30.8)               | 73.4 (23.0)               | 63.3 (17.4)               | 86.5 (30.3)               |
| متوسط درجة الحرارة الصغرى °ف (°م)                         | 43.5 (6.4)                | 46.7 (8.2)                | 51.5 (10.8)               | 58.6 (14.8)               | 68.3 (20.2)               | 77.2 (25.1)               | 84.3 (29.1)               | 82.8 (28.2)               | 74.5 (23.6)               | 62.0 (16.7)               | 50.3 (10.2)               | 42.5 (5.8)                | 61.9 (16.6)               |
| أدنى درجة حرارة °ف (°م)                                   | 21 (−6)                   | 24 (−4)                   | 30 (−1)                   | 39 (4)                    | 44 (7)                    | 53 (12)                   | 57 (14)                   | 62 (17)                   | 52 (11)                   | 34 (1)                    | 30 (−1)                   | 20 (−7)                   | 20 (−7)                   |
| الهطول إنش (مم)                                           | 0.72 (18)                 | 0.78 (20)                 | 0.54 (14)                 | 0.22 (5.6)                | 0.09 (2.3)                | 0.03 (0.76)               | 0.16 (4.1)                | 0.48 (12)                 | 0.43 (11)                 | 0.26 (6.6)                | 0.40 (10)                 | 0.51 (13)                 | 4.62 (117)                |
| متوسط تساقط الثلوج إنش (سم)                               | 0.3 (0.76)                | 0 (0)                     | 0 (0)                     | 0 (0)                     | 0 (0)                     | 0 (0)                     | 0 (0)                     | 0 (0)                     | 0 (0)                     | 0 (0)                     | 0 (0)                     | 0 (0)                     | 0.3 (0.76)                |
| المصدر: http://www.wrcc.dri.edu/cgi-bin/cliMAIN.pl?ca6118 |                           |                           |                           |                           |                           |                           |                           |                           |                           |                           |                           |                           |                           |

## أعلام
- جيم توماس
- جون توماس
- جيم ماكيلروي